# Trichomalus rugosus
Trichomalus rugosus är en stekelart som beskrevs av Vittorio Luigi Delucchi och Graham 1956. Trichomalus rugosus ingår i släktet Trichomalus och familjen puppglanssteklar.
Artens utbredningsområde är:
- Österrike.
- Tjeckien.
- Tyskland.
- Nederländerna.
- Spanien.
- Sverige.

Arten är reproducerande i Sverige. Inga underarter finns listade i Catalogue of Life.